# Кёйперс, Питер
Пи́тер Кёйперс (полное имя Петрюс Йозефус Хюбертюс Кёйперс, нидерл. Petrus Josephus Hubertus Cuypers; 1827—1921) —  крупнейший представитель национального романтизма в архитектуре Нидерландов. 
Сын церковного художника в Рурмонде, где получил среднее образование и был похоронен. В 1844 г. продолжил обучение у Дюрле в Антверпенской академии изобразительных искусств, которую окончил с отличием.
После путешествия по берегам Рейна вернулся в родной город, где в 1851 г. получил пост главного архитектора и занялся реставрацией Рурмондского мюнстера. В качестве пионера архитектурной реставрации разделял идеи Виолле-ле-Дюка и Албердинк-Тейма о необходимости неуклонно воспроизводить идеальный план первого архитектора здания, очищая его от всех позднейших привнесений. За радикальность реставрационных воздействий подвергался критике со стороны архитекторов последующих поколений. В 1875 г. по рекомендации Виолле-ле-Дюка был приглашён возглавить реставрацию Майнцского собора. 
Строил церкви (всего более ста) на всей территории Нидерландов, разрабатывая неоготику и неороманику одновременно. До 1870 г. проекты Кёйперса, особенно светские, содержат немало заимствований из арсенала французской архитектуры (напр., покатые крыши мансардного типа); впоследствии он больше ориентировался на средневековое зодчество Нидерландов, а также Германии и Италии. После 1883 г. работал в паре с сыном Йозефом. По архитектурной стезе пошли также его племянник Эдуард и два внука.
Кёйперс умер в 93 года и, будучи истовым католиком, был похоронен в рясе доминиканского монаха. Уже через 9 лет власти Рурмонда поставили ему памятник. К 180-летию архитектора, во многом создавшего национальный стиль архитектуры, в 2007 г. в Нидерландах прошло множество мероприятий, включая выставки и конференции.

## Основные архитектурные творения
- Собор святого Иосифа в Гронингене,
- Церковь святой Екатерины в Эйндховене (1868),
- Государственный музей в Амстердаме (1877—1880),
- Центральный вокзал в Амстердаме (1881—1889),
- Замок Де Хаар (1892—1912).

В неоготическом стиле построены церкви в Эйндховене (1868), Вехеле и Бреде. 